# The Dick Cavett Show

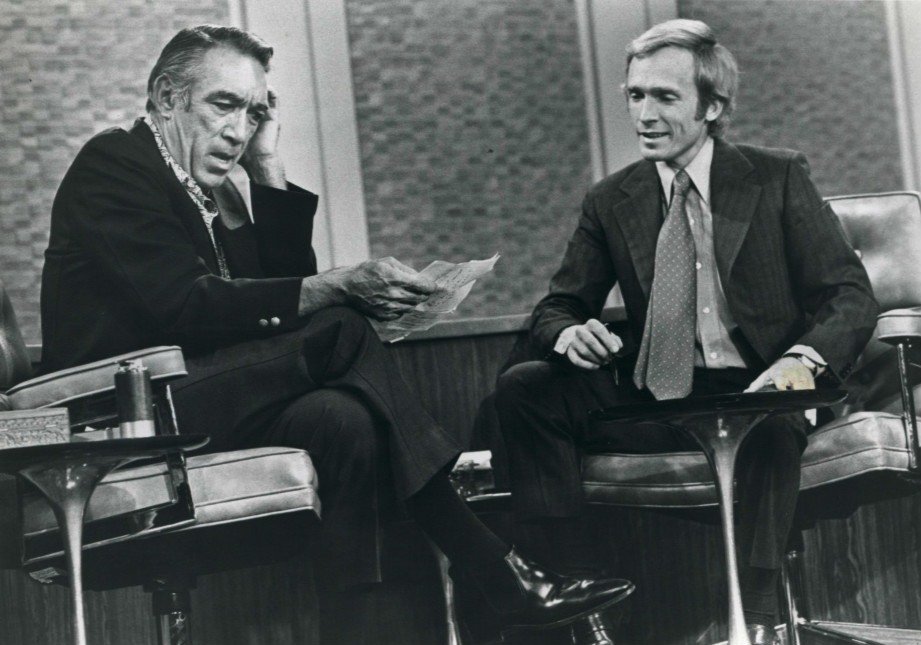
Anthony Quinn som gäst på The Dick Cavett Show

The Dick Cavett Show är titeln på flera amerikanska pratshower med Dick Cavett som värd, vilka ursprungligen sändes mellan 1968 och 1986. Pratshowen sändes genom åren på olika kanaler, ursprungligen på ABC, senare även på bland annat CBS, PBS, CNBC och TCM. Cavett spelade in sina program i New York.